# Toepassingen van kunstmatige intelligentie
Kunstmatige intelligentie (AI) is toegepast om problemen in verschillende industrieën en de academische wereld op te lossen. Net als elektriciteit of computers is AI een technologie voor algemeen gebruik met een breed scala aan toepassingen. Het wordt gebruikt bij taalvertalingen, beeldherkenning, kredietbeoordeling, e-commerce en nog veel meer.

## Internet en e-commerce

### Aanbevelingssystemen
Een aanbevelingssysteem geeft een voorspelling van de "waardering" of "voorkeur" die een gebruiker aan een item zou toekennen. Aanbevelingensystemen worden op verschillende gebieden gebruikt, zoals het genereren van afspeellijsten voor video- en muziekdiensten, product aanbevelingen voor online winkels, inhoudsaanbevelingen voor sociale mediaplatforms en aanbevelingen voor open web inhoud.
Bedrijven die dergelijke systemen gebruiken zijn onder meer Netflix, Amazon en YouTube.

### Webfeeds en berichten
Machine learning wordt ook gebruikt in webfeeds, bijvoorbeeld om te bepalen welke berichten in feeds van sociale media moeten verschijnen. Verschillende soorten sociale media-analyses maken ook gebruik van machinaal leren en er is onderzoek naar het gebruik ervan voor (semi-)geautomatiseerde tagging/verbetering/correctie van online desinformatie en gerelateerde filterbubbels.

### Gerichte reclame en toenemende internetbetrokkenheid
AI wordt gebruikt om advertenties op het web te richten op degenen die er het meest waarschijnlijk op zullen klikken of ze zullen gebruiken. Het wordt ook gebruikt om de tijd die op een website wordt besteed te verlengen door aantrekkelijke inhoud voor kijkers te selecteren. Het kan het gedrag van klanten voorspellen of generaliseren op basis van hun digitale voetafdrukken. Zowel AdSense als Facebook gebruiken AI voor advertenties.
Personality computing AI-modellen voegen psychologische targeting toe aan meer traditionele sociale demografische gegevens of gedragsgerichte targeting. AI is gebruikt om winkelopties aan te passen en aanbiedingen te personaliseren.

### Virtuele assistenten
Intelligente persoonlijke assistenten gebruiken AI om veel verzoeken in natuurlijke taal op andere manieren te begrijpen dan met rudimentaire opdrachten. Veel voorkomende voorbeelden zijn Apple's Siri, Amazon's Alexa en een recentere AI, ChatGPT van OpenAI.

### Zoekmachines
Zoekmachines die gebruik maken van kunstmatige intelligentie zijn onder meer Google Zoeken en Bing Chat. Machine learning kan worden gebruikt om spam, oplichting en phishing te bestrijden. Het kan de inhoud van spam- en phishing-aanvallen nauwkeurig onderzoeken om eventuele kwaadaardige elementen te identificeren. Talrijke modellen die zijn gebouwd op machine learning-algoritmen vertonen uitzonderlijke prestaties met een nauwkeurigheid van meer dan 90% bij het maken van onderscheid tussen spam en legitieme e-mails.

### Taalvertaling
AI is gebruikt om gesproken taal en tekstuele inhoud automatisch te vertalen, in producten zoals Microsoft Translator, Google Translate en DeepL Translator. Bovendien wordt er onderzoek en ontwikkeling gedaan om de communicatie met dieren te decoderen en uit te voeren.

### Gezichtsherkenning en beeldlabeling
AI is gebruikt in gezichtsherkenningssystemen, met een nauwkeurigheid van 99%. Enkele voorbeelden zijn Apple's Face ID en Android's Face Unlock, die worden gebruikt om mobiele apparaten te beveiligen.
Afbeeldingslabels zijn door Google gebruikt om producten op foto's te detecteren en mensen te laten zoeken op basis van een foto. Er is ook aangetoond dat het labelen van afbeeldingen spraak genereert om afbeeldingen aan blinde mensen te beschrijven. DeepFace van Facebook identificeert menselijke gezichten in digitale beelden.
Games zijn een belangrijke toepassing geweest van de mogelijkheden van AI sinds de jaren vijftig. In de 21e eeuw hebben AI's in veel spellen bovenmenselijke resultaten opgeleverd, waaronder schaken (Deep Blue), Jeopardy! (Watson), Go (AlphaGo), poker (Pluribus en Cepheus), E-sports (StarCraft) en algemene gameplay (AlphaZero en MuZero). AI heeft in de meeste schaakprogramma's handgecodeerde algoritmen vervangen. In tegenstelling tot go of schaken is poker een spel met onvolmaakte informatie, dus een programma dat poker speelt, moet redeneren onder onzekerheid. De algemene spelspelers werken met behulp van feedback uit het spelsysteem, zonder de regels te kennen.

## Economische en sociale uitdagingen
AI for Good is een ITU-initiatief dat instellingen ondersteunt die AI gebruiken om enkele van 's werelds grootste economische en sociale uitdagingen aan te pakken. De University of Southern California heeft bijvoorbeeld het Center for Artificial Intelligence in Society gelanceerd, met als doel AI te gebruiken om problemen zoals dakloosheid aan te pakken. Op Stanford gebruiken onderzoekers AI om satellietbeelden te analyseren om gebieden met hoge armoede te identificeren.

## Landbouw
In de landbouw wordt AI vooral gebruikt om stukken land te identificeren die water, mest of pesticide nodig hebben. AI wordt ook gebruikt om te bepalen wanneer gewassen rijp zijn, broeikassen te automatiseren, ziektes op planten te detecteren en om water te besparen.

## Cyberbeveiliging
Cyberbeveiligingsbedrijven gebruiken geavanceerde technologieën zoals neurale netwerken, machinaal leren en natuurlijke taalverwerking om hun systemen te verbeteren.
Toepassingen van AI in cyberveiligheid zijn onder meer:
- Netwerkbescherming: Machine learning verbetert inbraakdetectiesystemen door de zoekactie uit te breiden tot verder dan eerder geïdentificeerde bedreigingen.
- Eindpuntbescherming: Aanvallen zoals ransomware kunnen worden verijdeld door typisch malwaregedrag te leren.
- Applicatiebeveiliging: kan helpen bij tegenaanvallen zoals vervalsing van verzoeken aan de serverzijde, SQL-injectie, cross-site scripting en gedistribueerde denial-of-service.
- Verdacht gebruikersgedrag: Machine learning kan fraude of gecompromitteerde applicaties identificeren zodra deze zich voordoen.

Google-fraude-tsaar Shuman Ghosemajumder heeft gezegd dat AI in de loop van de tijd zal worden gebruikt om de meeste cyberbeveiligingsoperaties volledig te automatiseren.

## Onderwijs
Met AI-docenten kunnen studenten één-op-één hulp krijgen. Ze kunnen angst en stress verminderen voor studenten die afkomstig zijn van docentenlaboratoria of menselijke docenten.
AI kan een disfunctionele omgeving creëren met wraakeffecten , zoals technologie die het vermogen van leerlingen belemmert om bij hun taak te blijven. In een ander scenario kan AI vroegtijdig het succes van studenten voorspellen in een virtuele leeromgeving (ELO) zoals Moodle.
In het onderwijsproces kunnen studenten hun training personaliseren met behulp van kunstmatige intelligentie. En voor onderwijsprofessionals kan de technologie van AI de kwaliteit van het onderwijsproces en de onderwijsvaardigheden verbeteren.
AI-tekstdetectoren kunnen worden gebruikt om door kunstmatige intelligentie gegenereerde essays te scannen om te proberen echt auteurschap vast te stellen. Uit een onderzoek bleek echter dat zeven van de meest gebruikte van deze detectoren vaak ten onrechte artikelen markeerden die waren geschreven door mensen wier eerste taal niet het Engels was, als door AI gegenereerd, waardoor zogenaamde 'niet-moedertaalsprekers' van het Engels werden gediscrimineerd.

## Financiën
Financiële instellingen maken al lange tijd gebruik van kunstmatige neurale netwerksystemen om beschuldigingen of claims op te sporen die buiten de norm vallen, en deze te markeren voor menselijk onderzoek. Het gebruik van AI in het bankwezen begon in 1987 toen Security Pacific National Bank een taskforce voor fraudepreventie lanceerde om het ongeoorloofde gebruik van debetkaarten tegen te gaan. Kasisto en Moneystream gebruiken AI.
Banken gebruiken AI om hun activiteiten te organiseren, voor de boekhouding, voor het beleggen in aandelen en voor het beheren van eigendommen. AI kan reageren op veranderingen wanneer er geen zaken plaatsvinden. AI wordt gebruikt om fraude en financiële misdaden te bestrijden door gedragspatronen te monitoren op abnormale veranderingen of afwijkingen.
Het gebruik van AI in toepassingen zoals online handel en besluitvorming heeft belangrijke economische theorieën veranderd. Op AI gebaseerde koop- en verkoopplatforms schatten bijvoorbeeld geïndividualiseerde vraag- en aanbodcurves in en maken zo geïndividualiseerde prijzen mogelijk. AI-machines verminderen de informatie-asymmetrie in de markt en maken zo markten efficiënter. De toepassing van kunstmatige intelligentie in de financiële sector kan de financieringsproblemen van niet-staatsbedrijven verlichten. Vooral voor kleinere en meer innovatieve ondernemingen.

### Handel en investeringen
Algoritmische handel omvat het gebruik van AI-systemen om handelsbeslissingen te nemen met snelheden die groter zijn dan waartoe enig mens in staat is, waardoor miljoenen transacties per dag worden uitgevoerd zonder menselijke tussenkomst. Dergelijke hoogfrequente handel vertegenwoordigt een snelgroeiende sector. Veel banken, fondsen en eigen handelsfirma's hebben nu hele portefeuilles die door AI worden beheerd. Geautomatiseerde handelssystemen worden doorgaans gebruikt door grote institutionele beleggers, maar omvatten ook kleinere bedrijven die met hun eigen AI-systemen handelen.
Grote financiële instellingen gebruiken AI om te helpen bij hun beleggingspraktijken. De AI-engine van BlackRock, Aladdin, wordt zowel binnen het bedrijf als door klanten gebruikt om te helpen bij investeringsbeslissingen. De functies omvatten het gebruik van natuurlijke taalverwerking om tekst te analyseren, zoals nieuws, makelaarsrapporten en feeds van sociale media. Vervolgens wordt het sentiment over de genoemde bedrijven gemeten en wordt een score toegekend. Banken zoals UBS en Deutsche Bank gebruiken SQREEM (Sequential Quantum Reduction and Extraction Model) om gegevens te verzamelen om consumentenprofielen te ontwikkelen en deze te matchen met producten voor vermogensbeheer.
Online kredietverstrekker Upstart gebruikt machine learning voor acceptatie.
Het Zest Automated Machine Learning (ZAML)-platform van ZestFinance wordt gebruikt voor het overnemen van kredieten. Dit platform maakt gebruik van machine learning om gegevens te analyseren, waaronder aankooptransacties en hoe een klant een formulier invult om kredietnemers een score te geven. Het platform is met name handig om kredietscores toe te kennen aan mensen met een beperkte kredietgeschiedenis.
AI maakt continue auditing mogelijk. Potentiële voordelen zijn onder meer het verminderen van het auditrisico, het vergroten van de mate van zekerheid en het verkorten van de auditduur.

### Anti-witwassen van geld
AI-software, zoals LaundroGraph, dat gebruik maakt van hedendaagse suboptimale datasets, zou kunnen worden gebruikt voor de bestrijding van het witwassen van geld (AML). AI kan worden gebruikt om "de AML-pijplijn te ontwikkelen tot een robuuste, schaalbare oplossing met een lager percentage fout-positieven en een hoog aanpassingsvermogen". Een onderzoek naar deep learning voor AML identificeerde ‘belangrijke uitdagingen voor onderzoekers’ om ‘toegang te hebben tot recente echte transactiegegevens en de schaarste aan gelabelde trainingsgegevens; en gegevens die zeer onevenwichtig zijn’ en suggereert dat toekomstig onderzoek ‘verklaarbaarheid’ en graph deep learning zou moeten opleveren. met behulp van natuurlijke taalverwerking (NLP), onbewaakt en versterkend leren om het gebrek aan gelabelde gegevens aan te pakken; en gezamenlijke onderzoeksprogramma's tussen de onderzoeksgemeenschap en de industrie om te profiteren van domeinkennis en gecontroleerde toegang tot gegevens".

### Geschiedenis
In de jaren tachtig begon AI een prominente rol te spelen in de financiële wereld toen expertsystemen op de markt werden gebracht. Dupont creëerde bijvoorbeeld 100 expertsystemen, waardoor ze bijna 10 miljoen dollar per jaar konden besparen. Een van de eerste systemen was het Protrader-expertsysteem dat de daling van de Dow Jones Industrial Average met 87 punten in 1986 voorspelde. "De belangrijkste knooppunten van het systeem waren het monitoren van premies op de markt, het bepalen van de optimale investeringsstrategie, het uitvoeren van transacties wanneer dat nodig was en het wijzigen van de kennisbasis via een leermechanisme."
Een van de eerste expertsystemen die hielpen bij financiële plannen was PlanPowerm en Client Profiling System, gemaakt door Applied Expert Systems (APEX). Het werd gelanceerd in 1986. Het hielp bij het maken van persoonlijke financiële plannen voor mensen.
In de jaren negentig werd AI toegepast bij het opsporen van fraude. In 1993 werd het FinCEN Artificial Intelligence System (FAIS) gelanceerd. Het kon meer dan 200.000 transacties per week beoordelen en gedurende twee jaar hielp het bij het identificeren van 400 potentiële gevallen van witwassen van geld ter waarde van $ 1 miljard. Deze expertsystemen werden later vervangen door machine learning-systemen.
AI kan de ondernemersactiviteit verbeteren en AI is een van de meest dynamische gebieden voor start-ups, waar veel durfkapitaal naar AI vloeit.

## Regering
AI- gezichtsherkenningssystemen worden gebruikt voor massasurveillance, met name in China.
In 2019 heeft Bengaluru, India AI-beheerde verkeerssignalen ingezet. Dit systeem maakt gebruik van camera's om de verkeersdichtheid te monitoren en de signaaltiming aan te passen op basis van het interval dat nodig is om het verkeer vrij te maken.

### Militair
Verschillende landen zetten militaire AI-toepassingen in. De belangrijkste toepassingen verbeteren commando en controle, communicatie, sensoren, integratie en interoperabiliteit. Het onderzoek richt zich op het verzamelen en analyseren van inlichtingen, logistiek, cyberoperaties, informatieoperaties en semi-autonome en autonome voertuigen. AI-technologieën maken coördinatie van sensoren en effectoren mogelijk, detectie en identificatie van bedreigingen, markering van vijandelijke posities, doelverwerving, coördinatie en deconflictie van gedistribueerde Joint Fires tussen op een netwerk aangesloten gevechtsvoertuigen waarbij bemande en onbemande teams betrokken zijn. Met kunstmatige intelligentie worden vele menselijke fouten en tekortkomingen gecompenseerd, maar de automatische systemen leiden tot andere (tragische) vergissingen zoals tijdens de Irakoorlog (2003), toen een Amerikaanse Patriot-raket een Britse Tornado-gevechtsvliegtuig neerhaalde.
Kunstmatige intelligentie werd al in verschillende militaire operaties toegepast, en onder meer:
- tijdens de Irakoorlog (2003)[1] en in Syrië.[3]
- In de oorlog met Hamas gebruikt Israël het AI-systeem Habsora (Hebreeuws voor "het evangelie") om razendsnel doelwitten te genereren (“tot 100 per dag”) voor de bombardementen. Habsora analyseerde en combineerde dronebeelden, luchtfoto’s, onderschepte communicatie en geregistreerde bewegingen van individuen en groepen, met name jonge, vermeende Hamas-aanhangers. Insiders noemden Habsora een "massamoordfabriek". In theorie worden burgerdoeken vermeden, maar daar zijn in de praktijk weinig aanwijzingen voor.[4]

Onderzoek naar militaire KI-toepassingen wordt onder meer gevoerd door de Bundeswehr.

## Gezondheid

### Gezondheidszorg

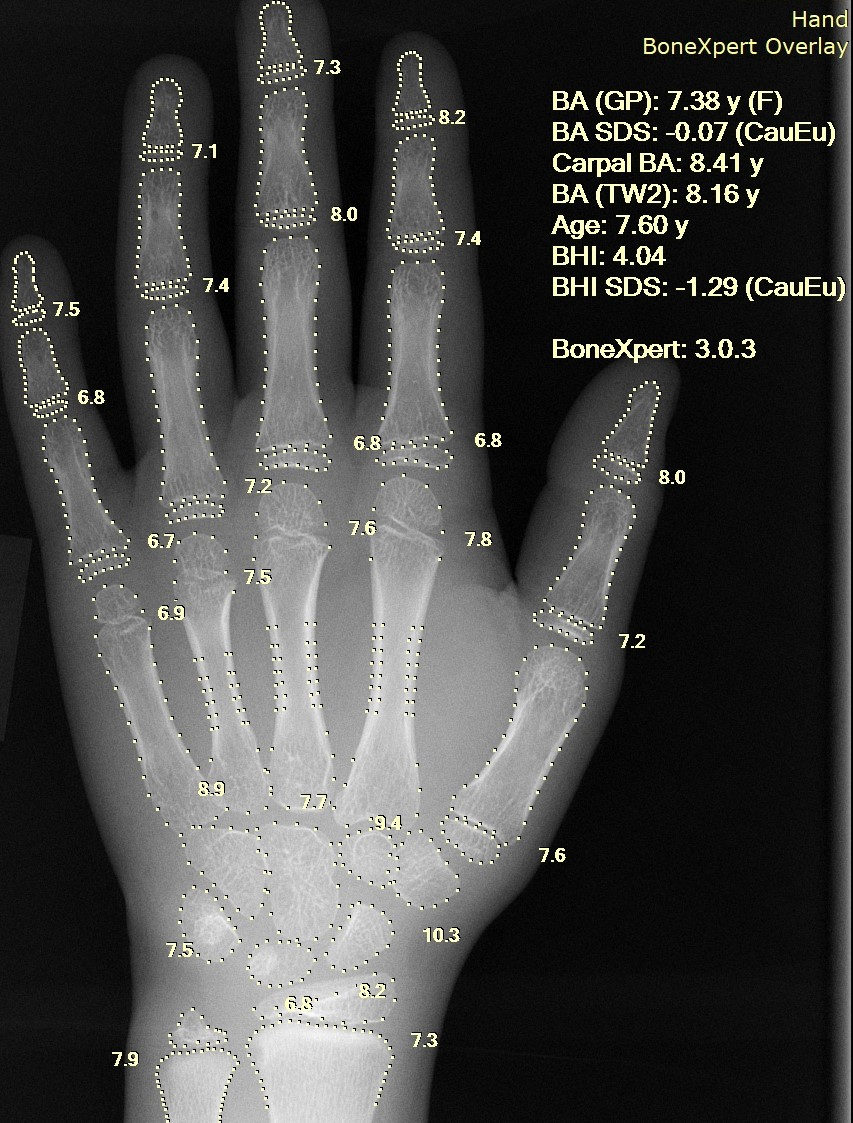
Röntgenfoto van een hand, met automatische berekening van de botleeftijd door computersoftware

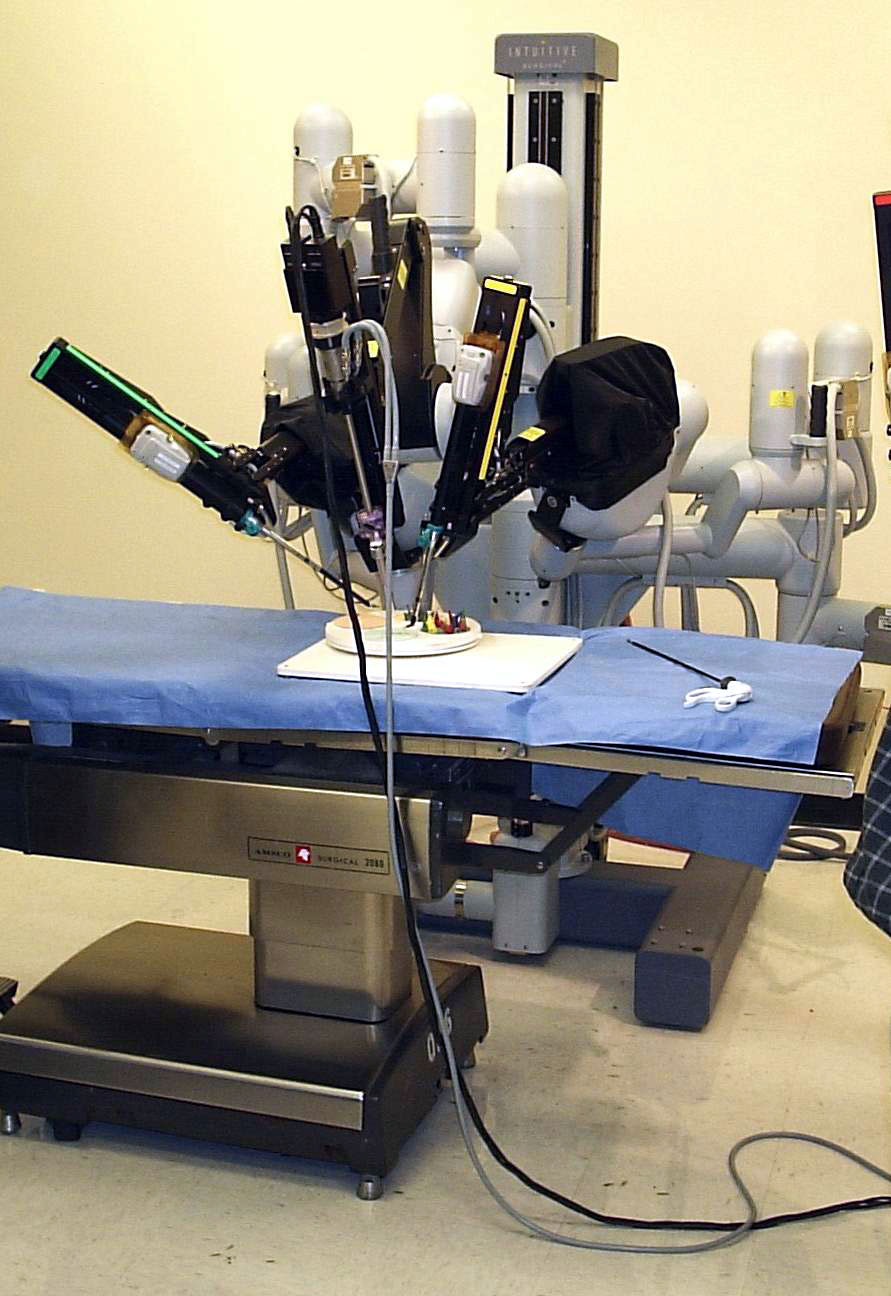
Een chirurgische arm aan de patiëntzijde van het Da Vinci Surgical System

AI in de gezondheidszorg wordt vaak gebruikt voor classificatie, om een CT-scan of elektrocardiogram te evalueren of om patiënten met een hoog risico voor de volksgezondheid te identificeren. AI helpt bij het dure doseerprobleem. Eén onderzoek suggereerde dat AI 16 dollar zou kunnen besparen miljard. In 2016 meldde een onderzoek dat een van AI afgeleide formule de juiste dosis immunosuppressiva afleidde om aan transplantatiepatiënten te geven. Huidig onderzoek heeft aangetoond dat niet-cardiale vaatziekten ook worden behandeld met kunstmatige intelligentie (AI). Voor bepaalde aandoeningen kunnen AI-algoritmen helpen bij de diagnose, aanbevolen behandelingen, uitkomstvoorspellingen en het volgen van de voortgang van de patiënt. Naarmate de AI-technologie vordert, wordt verwacht dat deze steeds belangrijker zal worden in de gezondheidszorg.
Het AI-project van Microsoft in Hanover helpt artsen bij het kiezen van kankerbehandelingen uit de ruim 800 medicijnen en vaccins. Het doel is om alle relevante papieren uit het hoofd te leren om te voorspellen welke (combinaties van) medicijnen het meest effectief zullen zijn voor elke patiënt. Myeloïde leukemie is één doelwit. Een ander onderzoek rapporteerde over een AI die net zo goed was als artsen bij het identificeren van huidkanker. Een ander project monitort meerdere patiënten met een hoog risico door aan elke patiënt vragen te stellen op basis van gegevens verkregen uit interacties tussen arts en patiënt. In één onderzoek met transfer learning diagnosticeerde een AI oogaandoeningen die vergelijkbaar waren met die van een oogarts en adviseerde behandelingsverwijzingen.
Een ander onderzoek demonstreerde een operatie met een autonome robot. Het team hield toezicht op de robot terwijl deze een operatie aan zacht weefsel uitvoerde, waarbij het aan elkaar hechten van een varkensdarm beter werd beoordeeld dan een chirurg.
Kunstmatige neurale netwerken worden gebruikt als klinische beslissingsondersteunende systemen voor medische diagnoses, zoals in conceptverwerkingstechnologie in EMR- software.
Andere zorgtaken die geschikt worden geacht voor een AI die in ontwikkeling zijn, zijn onder meer:
- Screening
- Hartgeluidanalyse
- Gezelschapsrobots voor ouderenzorg
- Analyse van medische dossiers
- Medicatiebeheer
- Blinden helpen
- Geneesmiddelencreatie (bijvoorbeeld door kandidaat-geneesmiddelen te identificeren en door gebruik te maken van bestaande gegevens over de screening van geneesmiddelen, zoals bij onderzoek naar levensverlenging )
- Klinische opleiding
- Resultaatvoorspelling voor chirurgische ingrepen
- HIV-prognose
- Het identificeren van genomische pathogenen van nieuwe pathogenen of het identificeren van pathogenen via op fysica gebaseerde vingerafdrukken (inclusief pandemische pathogenen)
- Helpen bij het koppelen van genen aan hun functies, het anderszins analyseren van genen en identificatie van nieuwe biologische doelwitten
- Help ontwikkeling van biomarkers
- Help therapieën op maat te maken voor individuen in de gepersonaliseerde geneeskunde / precisiegeneeskunde

### Gezondheid en veiligheid op de werkplek
Door AI ondersteunde chatbots verminderen de noodzaak voor mensen om elementaire callcentertaken uit te voeren.
Machine learning bij sentimentanalyse kan vermoeidheid opmerken en zo overwerk voorkomen. Op dezelfde manier kunnen beslissingsondersteunende systemen industriële rampen voorkomen en de respons op rampen efficiënter maken. Voor handarbeiders in de materiaalverwerking kunnen voorspellende analyses worden gebruikt om letsel aan het bewegingsapparaat te verminderen. Gegevens verzameld via draagbare sensoren kunnen het gezondheidstoezicht op de werkplek, de risicobeoordeling en het onderzoek verbeteren.
AI kan de compensatieclaims van werknemers automatisch coderen. Op AI gebaseerde virtual reality- systemen kunnen de veiligheidstraining voor gevaarherkenning verbeteren. AI kan bijna- ongelukken efficiënter detecteren, die belangrijk zijn bij het terugdringen van het aantal ongevallen, maar vaak te weinig worden gerapporteerd.